# Lenguas jebel orientales
Las lenguas jebel orientales o lenguas de la región montañosa oriental son una pequeña subfamilia de lenguas nilo-saharianas de la rama de las lenguas sudánicas orientales que se hablan en las montañas de la provincia de An Nil al Azraq (Nilo Azul) en Sudán oriental (el nombre jebel es simplemente el término árabe para 'montaña')

## Lenguas de la familia
Este grupo de lenguas está formado por las siguientes lenguas:
- Gaam (también llamado Ingassana o Tabi)
- Aka (o Silak)
- Kelo (o Tornasi)
- Molo (p Malkan).

El gaam tiene entre 40 y 80 mil hablantes, mientras que las otras lenguas están en riesgo de desaparecer y tienen pocos hablantes. Hasta el trabajo de Bender se creía que el gaam era la única lengua de las montañas orientales hasta que Lionel Bender obtuvo información sobre el aka, el kelo y el molo; estas tres últimas lenguas han sido notablemente influidas por el idioma berta.
El gaam se habla en una pequeña región alrededor de las localidades de Bau, Bobuk, Kukur y Sawda en las montañas Tabi, en la ubicación aproximada 11°15′–30′ N by 33°55′–34°10′ E. Las otras tres lenguas se hablan en bolsas aisladas al sur de esta localización: el aka en las montañas Sillok, el kelo en las montañas Tornasi en las localidades de Kayli y Beni Sheko y finalmente el molo se habla en Jebel Malkan cerca de la frontera con Etiopía.

### Comparación léxica
Los numerales en diferentes lenguas jebel orientales son:
| GLOSA | Aka        | Kelo         | Molo            | Gaam        | PROTO- JEBEL |
| ----- | ---------- | ------------ | --------------- | ----------- | ------------ |
| '1'   | ligidi     | leːdi        | loːdi           | t̪āmán       | *leːdi       |
| '2'   | waːsi      | waːdi        | waːti           | d̪áāgg       | *waːdi       |
| '3'   | eːde       | odo          | ede             | ɔ́ðɔ̄         | *odo~*ede    |
| '4'   | lula       | lulus        | kesèrwa         | yə̄ə̄sə́       | ?            |
| '5'   | kumugyi    | aːmu         | kesèrlodi       | áás-ááman   | ?            |
| '6'   | gilmugeri  | utum-leːdi   | kesa-waːti      | t̪ə́l-d̪ìgg    | ?            |
| '7'   | ʤumaːsi    | adumodo      | kiuna           | íd̪igg-dáāgg | ?            |
| '8'   | ungertoːsi | adumlilos    | taː-loːdi       | íd̪ig-ɔ́ðɔ̄    | ?            |
| '9'   | unaːkeːla  | atosinaleːdi | kesa-lodi-waːti | íd̪ig-yə̄ə̄sə́  | ?            |
| '10'  | caːraːli   | saːraːli     | yokubu          | ə́sēg-dí     | *caːraːli    |